# Kónya Kálmán (bányamérnök)
Kónya Kálmán vagy Calvin J. Konya (Cleveland, 1943. június 23. – 2021. november 28.) magyar származású amerikai bányamérnök, a Magyar Tudományos Akadémia külső tagja. A bányászati és ipari robbantástechnika elméleti tudósa és műszaki fejlesztője.

## Életútja
1966-ban a Missouri Egyetemen szerzett bányamérnöki oklevelet. Ezt követően az egyetem bányamérnöki tanszékén oktatott tanársegédként, majd rövid ideig, 1970–1971-ben az egyetemen működő Kőzetmechanikai és Robbantástechnikai Kutatóközpont tudományos munkatársa volt. 1971 és 1975 között a morgantowni Nyugat-virginiai Egyetem docenseként kőzetmechanikai és robbantástechnikai kurzusok előadója volt. 1972-ben a Missouri Egyetemen védte meg kandidátusi értekezését.
1975-ben Lengyelországban és Magyarországon járt tanulmányúton, majd további három éven keresztül – rendkívüli egyetemi tanárként – folytatta az oktatómunkát a Nyugat-virginiai Egyetemen. 1978-tól 1987-ig a columbusi Ohiói Állami Egyetem bányamérnöki tanszékének oktatója – 1980 után rendes egyetemi tanári címmel –, 1980 és 1985 között pedig tanszékvezetője volt. Ezzel egyidejűleg az Ohiói Bányászati és Ásványi Erőforrások Kutatóintézetének (Ohio Mining and Mineral Resources Research Institute) igazgatói tisztségét is betöltötte. 1987-től a clevelandi jezsuita John Carroll Egyetem, illetve az athensi Ohiói Egyetem professzora volt. Tudományos, oktatói munkájával párhuzamosan 1973-tól évtizedeken keresztül a robbantástechnikával foglalkozó Precision Blasting Services Inc. elnöke volt.

## Munkássága
Kutatási területe a bányászati, ipari és építőmérnöki robbantástechnika, rezgéscsillapító elemek fejlesztése, valamint kőzetmechanikai vizsgálatok.
Könyvei mellett szakfolyóiratokban és tanulmánykötetekben megjelent dolgozatai száma meghaladja a százat.

### Társasági tagságai és elismerései
Tudományos érdemei elismeréseként 1995-ben a Magyar Tudományos Akadémia külső tagjává választották. 1975 és 1977 között első elnöke volt a Robbantómérnökök Nemzetközi Társaságának (International Society of Explosives Engineers, ISEE), amelynek örökös tiszteletbeli tagja volt.
1989-ben a miskolci Nehézipari Műszaki Egyetem díszdoktorává avatták.

### Főbb művei
- Rock blasting manual. Washington: Federal Highway Administration, 1985 (Edward J. Walterral)
- Surface blast design. Englewood Cliffs: Prentice Hall, 1990 (Edward J. Walterral)
- Rock blasting and overbreak control. Washington: Federal Highway Administration, 1992 (Edward J. Walterral)
- Blast design. Montville: Intercontinental Development Corporation, 1995
- Diseño de voladuras. Mexico: Cuicatl, 1998 (Enrique Albarrannal)
- Proiectarea lucrărilor de împuşcare în cariere. Petroşani: Universitatea din Petroşan, 2001 (Edward J. Walterral)